# Daltonia aristifolia
Daltonia aristifolia là một loài rêu trong họ Daltoniaceae. Loài này được Renauld & Cardot mô tả khoa học đầu tiên năm 1896.